# Upolu
Upolu é uma ilha da Samoa. A ilha mede 75 km de comprimento, e 1125 km² de área, sendo a segunda maior e mais populosa das ilhas Samoa. Sua capital é Apia. A ilha não teve qualquer erupção vulcânica historicamente registrada.
Na mitologia polinésia, Upolu foi a primeira mulher na ilha do mesmo nome. No final do século XVIII e início do século XIX, a ilha era às vezes chamada de Ojalava ou Ojolava. 

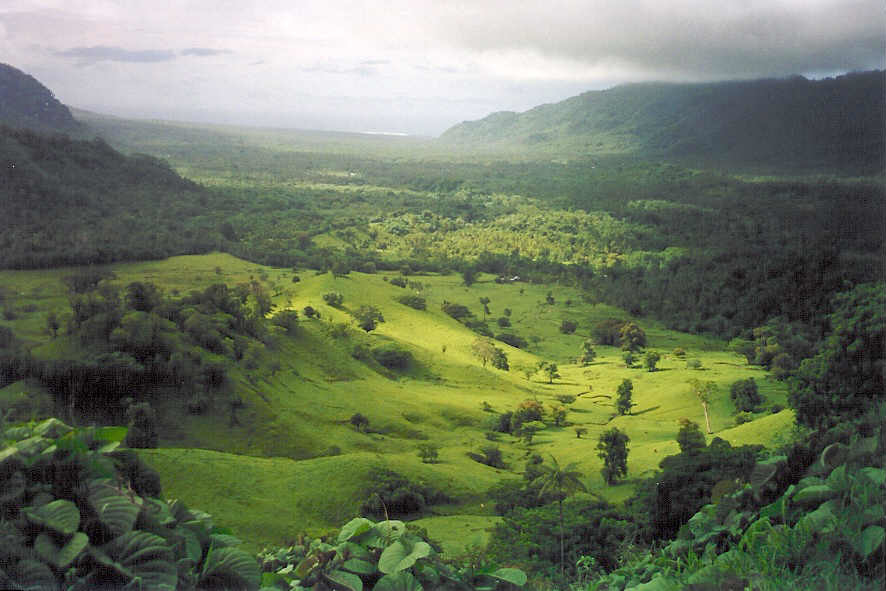